# Will the Circle Be Unbroken, Volume One
Az 1972-es Will the Circle Be Unbroken hivatalosan a Nitty Gritty Dirt Band nagylemeze, de az együttes több country-zenésszel bővült, mint például Roy Acuff, Mother Maybelle Carter, Doc Watson, Earl Scruggs, Merle Travis, Bashful Brother Oswald, Norman Blake, Jimmy Martin. Ez a lemez ismertette meg Vassar Clementset a közönséggel.
Az album címe Ada R. Habershon dalából származik, és arra utal, hogy két generáció zenészei dolgoztak együtt. Míg a Nitty Gritty Dirt Band tagjai fiatal zenészek voltak hippi kinézettel, addig a többiek idősebb, hagyományos country-zenészek voltak.
Eredetileg három LP-n jelent meg, 2002-ben jelent meg két CD-s változata. Az albumhoz két folytatást adtak ki. Szerepel az 1001 lemez, amit hallanod kell, mielőtt meghalsz című könyvben.

## Az album dalai

### Első oldal
|     | Cím                                                        | Szerző(k)                       | Hossz |
| --- | ---------------------------------------------------------- | ------------------------------- | ----- |
| 1.  | Grand Ole Opry Song (Jimmy Martinnal)                      | Hylo Brown                      | 2:59  |
| 2.  | Keep on the Sunny Side (Maybelle Carterrel)                | A.P. Carter, Gary Garett        | 3:35  |
| 3.  | Nashville Blues                                            | Earl Scruggs                    | 3:10  |
| 4.  | You Are My Flower                                          | A.P. Carter                     | 3:35  |
| 5.  | The Precious Jewel (Roy Acuff-fal)                         | Roy Acuff                       | 3:30  |
| 6.  | Dark as a Dungeon (Merle Travisszel)                       | Merle Travis                    | 2:45  |
| 7.  | Tennessee Stud (Doc Watsonnal)                             | Jimmie Driftwood                | 4:22  |
| 8.  | Black Mountain Rag                                         | tradicionális                   | 2:10  |
| 9.  | Wreck on the Highway (Roy Acuff-fal)                       | Dorsey Dixon                    | 3:24  |
| 10. | The End of the World                                       | Fred Rose                       | 3:53  |
| 11. | I Saw the Light (Roy Acuff-fal)                            | Hank Williams                   | 3:45  |
| 12. | Sunny Side of the Mountain                                 | Byron Gregory, Harry McAuliffe  | 2:14  |
| 13. | Nine Pound Hammer                                          | Merle Travis                    | 2:14  |
| 14. | Losin' You (Might Be the Best Thing Yet) (Jimmy Martinnal) | Edria A. Humphrey, Jimmy Martin | 2:44  |
| 15. | Honky Tonkin'                                              | Hank Williams                   | 2:19  |
| 16. | You Don't Know My Mind (Jimmy Martinnal)                   | Jimmie Skinner                  | 2:45  |
| 17. | My Walkin' Shoes (Jimmy Martinnal)                         | Jimmy Martin, Paul Williams     | 2:02  |

### Második oldal
|     | Cím                                              | Szerző(k)                 | Hossz |
| --- | ------------------------------------------------ | ------------------------- | ----- |
| 1.  | Lonesome Fiddle Blues                            | Vassar Clements           | 2:41  |
| 2.  | Cannonball Rag (Merle Travisszel)                | Merle Travis              | 1:15  |
| 3.  | Avalanche                                        | Millie Clements           | 2:50  |
| 4.  | Flint Hill Special                               | Earl Scruggs              | 2:12  |
| 5.  | Togary Mountain                                  | Walter McEuen             | 2:25  |
| 6.  | Earl's Breakdown                                 | Earl Scruggs              | 2:34  |
| 7.  | Orange Blossom Special (Vassar Clementsszel)     | Ervin T. Rouse            | 2:14  |
| 8.  | Wabash Cannonball                                | A. P. Carter              | 2:00  |
| 9.  | Lost Highway                                     | Leon Payne                | 3:37  |
| 10. | Doc Watson & Merle Travis First Meeting          | párbeszéd                 | 1:52  |
| 11. | Way Downtown (Doc Watsonnal)                     | tradicionális, Doc Watson | 3:30  |
| 12. | Down Yonder (Doc Watsonnal)                      | Doc Watson                | 1:48  |
| 13. | Pins and Needles (In My Heart) (Roy Acuff-fal)   | Floyd Jenkins             | 2:53  |
| 14. | Honky Tonk Blues                                 | Hank Williams             | 2:22  |
| 15. | Sailin' on to Hawaii (Bashful Brother Oswalddal) | Beecher Kirby             | 2:00  |
| 16. | I'm Thinking Tonight of My Blue Eyes             | A. P. Carter              | 4:25  |
| 17. | I am a Pilgrim                                   | tradicionális             | 2:55  |
| 18. | Wildwood Flower (Maybelle Carterrel)             | A. P. Carter              | 3:34  |
| 19. | Soldier's Joy                                    | John McEuen, Earl Scruggs | 2:05  |
| 20. | Will the Circle Be Unbroken                      | A. P. Carter              | 4:50  |
| 21. | Both Sides Now (Randy Scruggsszal)               | Joni Mitchell             | 2:19  |

## Fordítás
Ez a szócikk részben vagy egészben a Will the Circle Be Unbroken című angol Wikipédia-szócikk ezen változatának fordításán alapul.  Az eredeti cikk szerkesztőit annak laptörténete sorolja fel. Ez a jelzés csupán a megfogalmazás eredetét és a szerzői jogokat jelzi, nem szolgál a cikkben szereplő információk forrásmegjelöléseként.